# بيلي ليغ
بيلي ليغ (بالإنجليزية: Billy Legg)‏ هو لاعب كرة قدم بريطاني في مركز الدفاع، ولد في 17 أبريل 1948 في برادفورد في المملكة المتحدة. لعب مع نادي برادفورد بارك أفنيو وهدرسفيلد تاون. توفي يوم 10 أغسطس 2022.